# Isla Alcatraz (Venezuela)
La Isla Alcatraz o Isla de Alcatraz es el nombre que recibe una pequeña isla frente a la Costa del Estado Carabobo en el Mar Caribe o Mar de las Antillas al norte del país suramericano de Venezuela. La isla posee una superficie de casi 23 hectáreas (equivalentes a 0,23 kilómetros cuadrados) destaca por sus playas de arena blanca, los azules de sus aguas y la laguna interna que esta rodeada de abundante vegetación. No debe ser confundida con la isla estadounidense del mismo nombre en California. (Isla de Alcatraz).
La isla se encuentra protegida como parte del Parque Nacional San Esteban al noreste de la Isla del Rey, al norte del Puerto de Borburata y el Islote Ratón, al noroeste de la Isla Santo Domingo y a 2,5 kilómetros al este de la más famosa isla del Grupo: Isla Larga.
Su territorio se encuentra deshabitado y en ella se construyó un faro que sirve para la navegación. Su laguna interna tiene una superficie aproximada de 5,66 hectáreas, la isla tiene una elevación máxima sobre el nivel de mar de 5 metros, 1,1 kilómetros de largo y 354 metros de ancho, su costa esta rodeada de arrecifes que llegan hasta a unos 90 metros de la costa. La isla se encuentra dentro de la llamada Zona de protección integral y el acceso al área está restringido.
En 1823 en el marco de la Guerra de Independencia de Venezuela en las cercanías de esta isla se produjo la llamada Batalla de Alcatraz o Combate naval de Alcatraz entre las fuerzas realistas al servicio de España y las fuerzas patriotas al servicio de los independentistas en Venezuela, con la victoria de España debido al número inferior de barcos patriotas.